# Sexòleg
Un sexòleg o sexòloga són professionals, amb una llicenciatura prèvia en medicina o en psicologia, amb qualificació suficient per tractar qualsevol disfunció sexual així com per assessorar quant a l'educació de la sexualitat humana. A aquesta professió s'hi accedeix normalment a través de diversos màsters universitaris. Segons el metge Miquel Maresma i Matas, expresident de la Societat Catalana de Sexologia, un sexòleg és "el o la professional que és capaç de gestionar una disfunció sexual, després de fer una anamnesi completa del símptoma i una exploració física adequada a la problemàtica consultada. A més a més sap demanar als especialistes adequats les anàlisis clíniques precises, les proves diagnòstiques i complementàries necessàries, que sap interpretar o practicar correctament. Finalment sap fer un diagnòstic i instaurar un tractament". Això sempre referit bàsicament a persones llicenciades o doctorades en Ciències de la Salut.